# Tropidophorus iniquus
Tropidophorus iniquus — вид сцинкоподібних ящірок родини сцинкових (Scincidae). Ендемік Індонезії.

## Поширення і екологія
Tropidophorus iniquus відомі з типової місцевості, розташованої у верхів'ях річки Каджан на сході острова Калімантан. Вони живуть у вологих тропічних лісах.